# Meglenski Vlasi
Meglenski Vlasi (Βλαχομογλενίτες; Vlachomoglenítes), jedna od skupina Vlaha nastanjeni na području Meglena u Grčkoj i Makedoniji u selima Uma, Langadhia, Notia, Perikeia, Skra, Archangeois, Koupa, Livadhia, Karpi, Kastaneri i Grivas. Za razliku od svojih susjeda Karakačana, Cincara i Faršeriota Meglenski Vlasi nisu nomadski stočari nego sjedilački seljaci koji žive od agrara. Dio Meglenskih Vlaha je poturčen u 18 stoljeću (1759.; selo Νότια; Nótia). Ova grupa koja je od Turaka primila islam, postala je poznata kao Karadjovalidi, što dolazi po distriktu Karadjova. Dio ih je 1926., oko 450 obitelji, preselilo u južnu Dobrudžu (Южна Добруджа), Rumunjska, gdje ih je danas preostalo nekoliko stotina. Populacija Meglenskih Vlaha procjenjuje se na između 12,000 i 20,000. 

## Vanjske poveznice
- MEGLENO ROMANII  Arhivirana inačica izvorne stranice od 18. veljače 2009. (Wayback Machine)